# Міхал Петроуш
Міхал Петроуш (чеськ. Michal Petrouš, нар. 6 грудня 1969) — чеський футболіст, що грав на позиції півзахисника. По завершенні ігрової кар'єри — тренер.
Виступав, зокрема, за клуби «Богеміанс 1905», «Вікторія» (Жижков) та «Славія», а також молодіжну збірну Чехословаччини.

## Клубна кар'єра
Народився 6 грудня 1969 року. Вихованець юнацьких команд футбольних клубів «Вікторія» (Жижков) та «Богеміанс 1905». У дорослому футболі дебютував 1988 року виступами за команду клубу «Богеміанс 1905», в якій провів три сезони, взявши участь у 77 матчах чемпіонату. Більшість часу, проведеного у складі «Богеміанс 1905», був основним гравцем команди.
1991 року перейшов у «Славію», за яку відіграв наступні два сезони своєї ігрової кар'єри, після чого з 1993 по 1997 рік грав за «Вікторію» (Жижков) (з невеликою перервою у 1996 році на виступи за «Уніон» (Хеб).
1997 року повернувся до клубу «Богеміанс 1905». Цього разу провів у складі його команди п'ять сезонів і був капітаном під час святкування 95-ї річниці клубу, а також був названий найкращим гравцем «Богеміанса» за 1996—2001 роки.
Завершив професійну ігрову кар'єру у «Вікторії» (Пльзень), за яку виступав протягом 2002—2004 років.

## Виступи за збірну
1989 року залучався до складу молодіжної збірної Чехословаччини на молодіжний чемпіонат світу у Саудівській Аравії, де чехи зайняли 3-тє місце у групі і не вийшли в плей-оф.

## Кар'єра тренера
Після завершенні ігрової кар'єри залишився у «Вікторії» (Пльзень), де працював з дублюючим складом, а 2005 року увійшов до тренерського штабу Станіслава Левого у штабі першої команди. У 2008 році головний тренер та його помічники, у тому числі Міхал, були звільнені.
2009 року Петроуш прийняв пропозицію від клубу «Уніон» (Челаковіце), де він залишався до весни 2010 року, після чого перейшов на роботу до «Славії», де тренував дублюючу команду. У вересні 2010 року, після відставки тренера першої команди Карела Яроліма, Петроуш став новим головним тренером «Славії». Перший сезон з клубом він закінчив на 9 місці, втім у другому ситуація погіршилась і після дев'яти турів команда перебувала на 13-му місці. В результаті новим головним тренером став Франтішек Страка, а Петроуш повернувся до роботи з дублем.
В квітні 2013 року вирішив піти у відставку через незадовільні результати головний тренер «Славії» Петр Рада і Петроуш став тимчасовим тренером до кінця сезону. Під його керівництвом «Славія» виграла чотири матчі в останніх п'яти турах з різницею м'ячів 13:4 і сезон 2012/13 закінчила на 7 місці. Після цього Петроуш був призначений головним тренером на постійній основі. Втім наступного сезону команда була не настільки успішною — 19 серпня 2013 року вона програла на домашній арені 0:7 «Тепліце». Це була найбільша поразка «Славії» в історії клубу. Через місяць відбувся ще один домашній розгром — 0:4 у грі з «Младою Болеслав», після якої Петроуш подав у відставку. На той момент після восьми турів «Славія» займала 13 місце із сімома очками і різницею м'ячів 7:12.
У 2014 році він був призначений на посаду тренера юнацької збірної Чехії до 18 років, а пізніше керував командою до 19 років, яку залишив у червні 2015 року

## Титули і досягнення
- Володар Кубка Чехії (1):

«Вікторія» (Жижков): 1993/94

## Особисте життя
Молодший брат, Адам Петроуш, також колишній футболіст, гравець збірної Чехії та учасник Олімпіади-2000.